# Hypocline penniseti
Hypocline penniseti är en svampart som beskrevs av Syd. 1939. Hypocline penniseti ingår i släktet Hypocline, divisionen sporsäcksvampar och riket svampar.   Inga underarter finns listade i Catalogue of Life.